# Lưu Âm
Lưu Âm (chữ Hán: 刘音, ? - ?), là tông thất nhà Tây Hán, được phong làm chư hầu vương thứ mười ba của nước Lương, chư hầu nhà Tây Hán trong lịch sử Trung Quốc.
Lưu Âm ban đầu là một tiểu lại ở huyện Bái. Năm 3, Vương Mãng phế truất Lương vương Lưu Lập, Lưu Lập tự sát.
Năm 5, Vương Mãng lập cháu 8 đời của Lương Hiếu vương là Lưu Âm nối tước Lương vương.
Năm 9, Vương Mãng lập nhà Tân, giáng tước Lưu Âm thành Lương công.
Năm 10, Lưu Âm bị phế bỏ làm thứ dân.